# Патара-Дурнуки
Патара-Дурнуки (груз. პატარა დურნუკი) — село в Грузии, на территории Тетрицкаройского муниципалитета края (мхаре) Квемо-Картли.

## География
Село находится в юго-восточной части Грузии, к югу от реки Алгети, на расстоянии приблизительно 20 километров (по прямой) к востоку от города Тетри-Цкаро, административного центра муниципалитета. Абсолютная высота — 682 метра над уровнем моря.

## Население
По результатам официальной переписи населения 2014 года в Патара-Дурнуки проживало 25 человек (12 мужчин и 13 женщин). В национальной структуре населения азербайджанцы составляли 64 %, армяне — 32 %, грузины — 4 %.
| Год  | Население, человек |
| ---- | ------------------ |
| 2002 | 61                 |
| 2014 | ↘ 25               |